# براندون هيث (كرة سلة)
براندون هيث (بالإنجليزية: Brandon Heath)‏ مواليد 1 مارس 1984 في لوس أنجلوس، هو لاعب كرة سلة أمريكي. بدأ مسيرته الاحترافية في سنة 2007. يبلغ طوله 6 قدم 4 بوصة (1.9 م).

## المسيرة الاحترافية
لعب مع أورليان لواريت في الدوري الفرنسي في موسم 2007–2008، ثم لعب مع لوس أنجلوس ديفيندرز في موسم 2008–2009، ثم لعب مع تروتاموندوس دي كارابوبو في سنة 2009، ثم لعب مع نادي أكاديميك لكرة السلة من سنة 2010 إلى 2013، ثم لعب مع الحكمة اللبناني في سنة 2015، ثم لعب مع نادي أبويل في سنة 2016.

## روابط خارجية
- براندون هيث على موقع كرة السلة الأوروبية.كوم (الإنجليزية)
- براندون هيث على موقع كلية كرة السلة في سبورتس رفرنس.كوم (الإنجليزية)
- براندون هيث على موقع ريلجم (الإنجليزية)
- براندون هيث على موقع بروبوليرز (الإنجليزية)
- براندون هيث على موقع سبورتس رفرنس (الإنجليزية)
- براندون هيث على موقع سبورتس رفرنس (الإنجليزية)